# Костюшко-Моризе, Жак
Жак Костю́шко-Моризе́ (фр. Jacques Kosciusko-Morizet, собственно Костюшко, после вступления в брак присоединил к своей фамилии фамилию жены; 31 января 1913, Париж — 15 мая 1994, Париж) — французский дипломат.

## Биография
Потомок еврейского купца из Сувалок Абрама Соломона Косцюшко (1821—1917), переехавшего во Францию во время Июльской революции. Женился на дочери политика Андре Моризе и стал основателем политической династии: его сын Франсуа Костюшко-Моризе — мэр Севра, внучка Натали Костюшко-Моризе — депутат парламента и государственный секретарь.
Окончил Высшую нормальную школу. В 1941—1943 годах преподавал в лицеях в Гренобле, Сен-Мор-де-Фоссе и Париже. Участник Движения Сопротивления и, в частности, боёв за мэрию Парижа в 1944 году.
В 1946—1957 годах занимал руководящие посты в администрациях правительства и президента Франции. В 1957—1962 годах постоянный представитель Франции в Совете по опеке ООН. В 1963—1968 годах посол Франции в Республике Конго. В 1970—1972 годах постоянный представитель Франции в Организации объединённых наций. В 1972—1977 годах посол Франции в США.
В 1978 году вышел в отставку с дипломатической службы. В 1977 году занял пост мэра в городке Сен-Ном-ла-Бретеш. В 1983—1990 годах секретарь по иностранным делам, затем советник по международным делам в партии Объединение в поддержку республики. В 1981—1989 годах президент Европейской ассоциации ветеранов войны. Кроме того, в 1989—1992 годах Костюшко-Моризе был председателем наблюдательного совета дома Louis Vuitton.